# 즉흥
즉흥(卽興)은 형식에 얽매이지 않고 계획없이 자유롭게 생각하는대로 만들어 내는 것을 말한다. 애드리브라고도 한다. 즉흥 연주, 즉흥극 등 여러 매체에서도 활용된다.